# Doktershuis (Landsmeer)
Het Doktershuis van Landsmeer is een houten woonhuis in streek-eigen trant dat als rijksmonument wordt beschermd. Het is sinds 1874 in gebruik als huisartsenpraktijk. Tijdens de Tweede Wereldoorlog was het een verzetsbasis voor een groot gezelschap van Amsterdamse kunstenaars en intellectuelen.

## Omschrijving
Het is een woonhuis op rechthoekig grondplan, bestaande uit een bouwlaag met schilddak, bedekt met zwarte Tuiles du Nord pannen. Er zijn schoorstenen op de twee uiteinden van de nok van het dak. Het deels onderkelderde pand is boven een gepleisterde, gemetselde plint opgetrokken in hout, aan de buitenzijde voorzien van rabatdelen. De voorgevel heeft een smetplank met kroonlijst en daarboven een decoratieve balustrade. De zijgevels en de achtergevels hebben alleen rechte gootlijsten.
De symmetrisch ingedeelde voorgevel op het westen telt vijf vensterassen. De middelste as bevat de hoofdingang, bestaande uit een paneeldeur met gietijzeren roostervulling en midden ornament en getoogd bovenlicht onder kroonlijst. Hierboven bevindt zich een dakkapel onder overstekend zadeldak met flauwe helling. De dakkapel heeft een stolpvenster met getoogd bovenlicht. Aan weerszijden van de centrale, van hardstenen stoep voorziene ingangspartij bevinden zich twee T-vensters met getoogde bovenlichten. De deur van de hoofdingang is evenals de genoemde vensters voorzien van een geprofileerde omlijsting.
De rechter zijgevel heeft drie T-vensters en een paneeldeur. De deur bevindt zich, van links naar rechts gezien, tussen het tweede en derde venster.

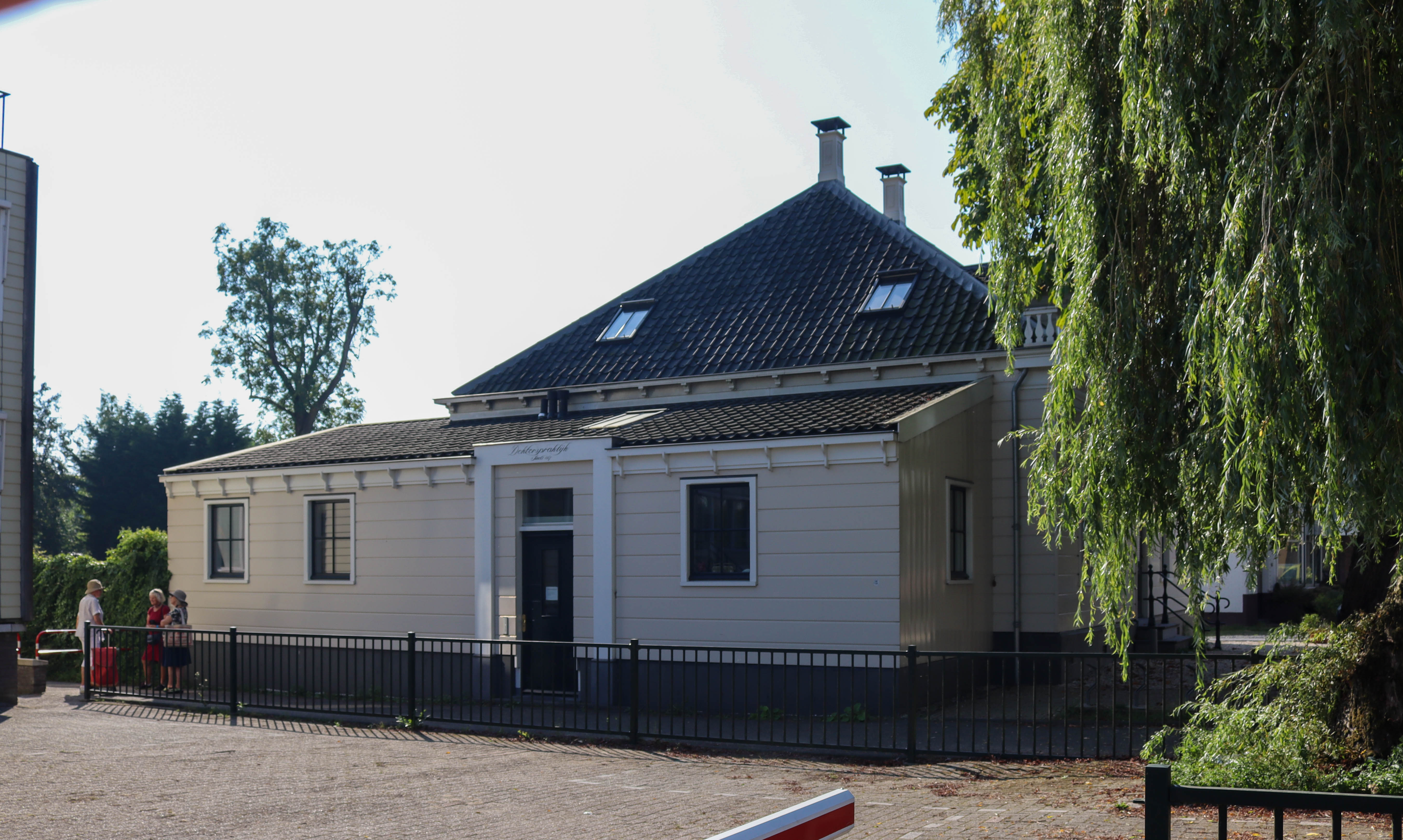
Aanbouw op het noorden, 2023

De linker zijgevel bevat tot aan de gootlijst een aanbouw die in 1880 is gerealiseerd. Bij de verbouwing in 2013-2014 is deze gewijzigd en is nu de hoofdingang van de huisartspraktijk.

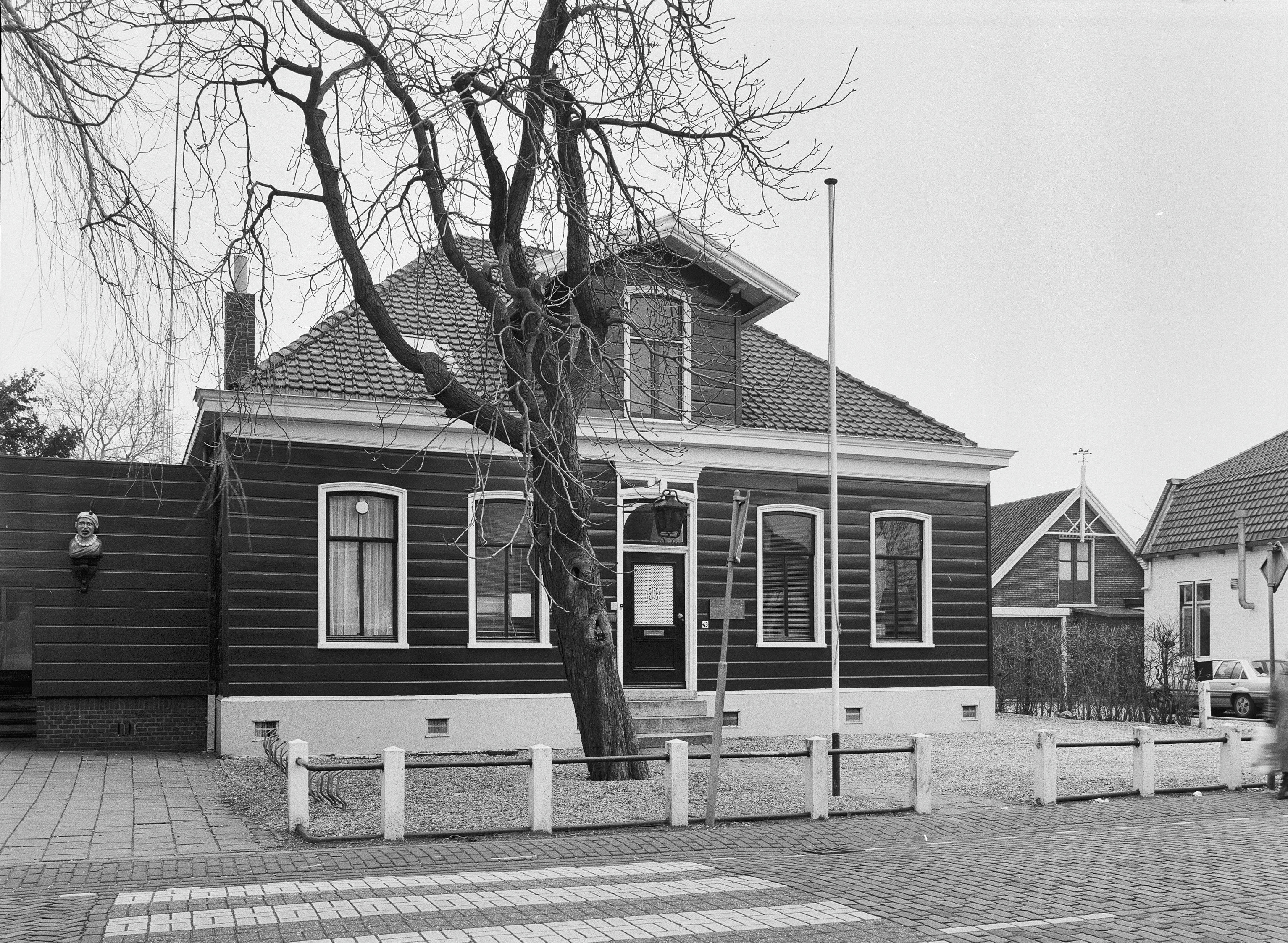
Het doktershuis toen het nog donkergroen was en met de oude aanbouw, 1993

De achtergevel bevat van links naar rechts: twee T-vensters, een kleine via vier treden te bereiken paneeldeur en een derde T-venster. Centraal boven de kroonlijst bevindt zich een dakkapel met een T-vormig draaivenster. De windveren van de dakkapel komen samen bij een gedecoreerde makelaar. Op historische foto's is te zien dat het huis vroeger donkergroen geverfd was, tegenwoordig is het wit.

## Geschiedenis

### Bouw en eerste artsen (1874–1925)
Het huis aan de Dorpsstraat 43 is gebouwd als woning met praktijkruimte voor een plattelandsarts. Volgens het kadaster gebeurde dat in 1874, maar er zijn ook aanwijzingen dat de familie Goede dat al voor 1865 had gedaan. Lodewijk Woerman was in 1874 de eerste arts die zich op dit adres vestigde. Hij was getrouwd met Grietje Dirks Goede. Nadat hij zelf tuberculose kreeg, werd hij opgevolgd door Pieter Willemsz Steenkamp, die op zijn beurt in 1881 werd opgevolgd door dokter Hendrik Reinier Snijder.

### Familie Odinot en cultureel netwerk (1925–1940)

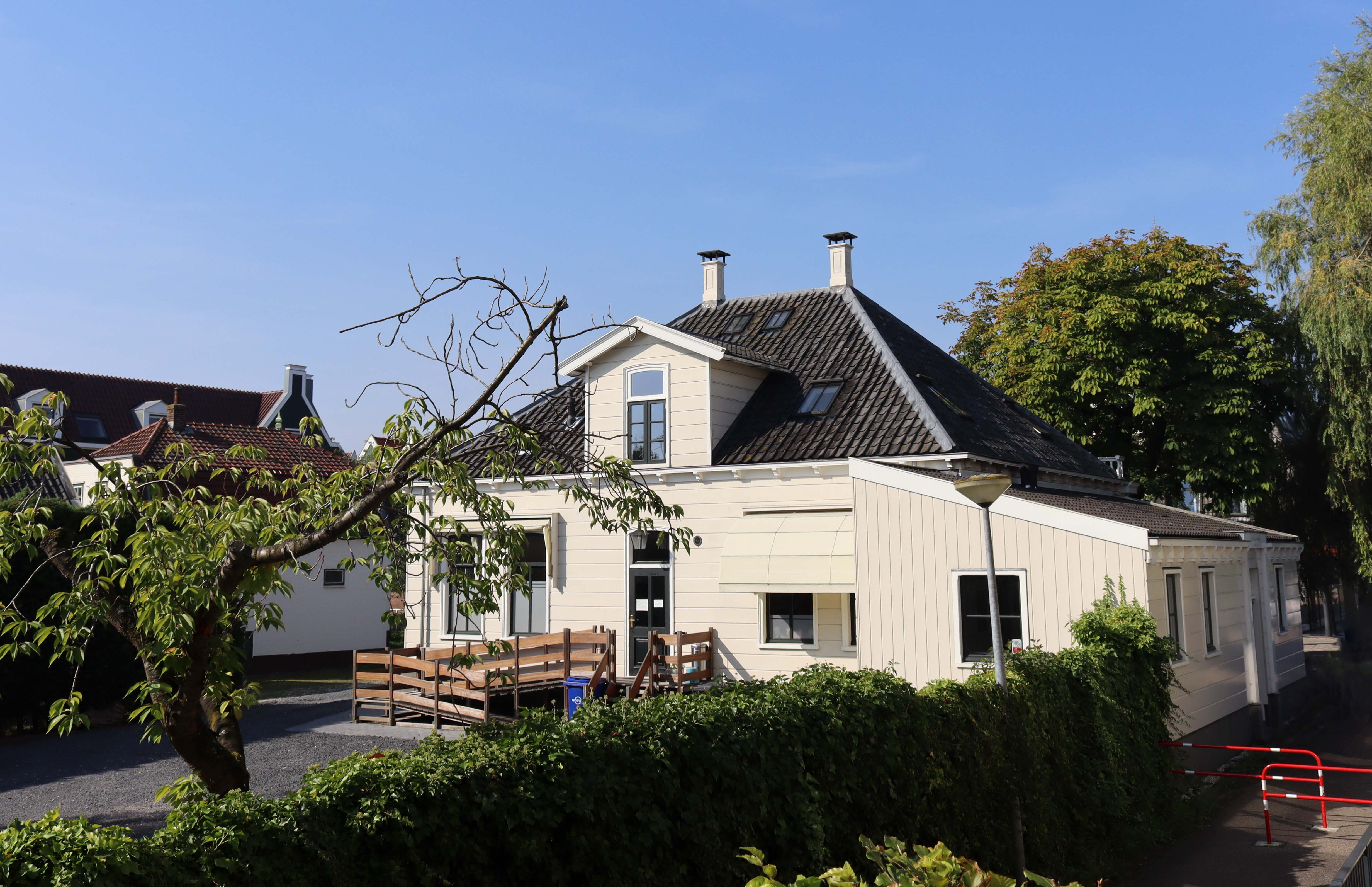
Achtergevel, 2023

Lies en Joop Odinot, tandarts en huisarts, hebben zich in Landsmeer gevestigd nadat ze in 1925 trouwden. Daarvoor woonden ze in Den Haag en Utrecht respectievelijk. Dat het echtpaar niet uit de streek afkomstig was, was te zien aan de eigenaardige tuinaanleg die bestond uit coniferen, berken, rozen, een Japanse kweepeer als bloemenpoort, een rotsentuin en hier en daar een opgeworpen heuvel. Het woongedeelte was grijs, met op de gang een felrode loper. Aan de muren hingen werken van de schilder Wim Schuhmacher, met wie Joop bevriend was, en een Melle. Het was een gastvrij huis voor vele kunstenaars, onder wie de schrijvers Rein Blijstra, Maurits Dekker en Lou Lichtveld (ps. Albert Helman), de architect Benjamin Merkelbach en het muzikale echtpaar Karel en Rahel Mengelberg.

### Verzet en onderduik tijdens de oorlog (1940–1945)

Familieboom van de familie Dekker, Odinot, Schuhmacher, Lichtveld en Mengelberg

Tijdens de Tweede Wereldoorlog bood het Doktershuis onderdak aan dit netwerk van kunstenaars en intellectuelen en hun familieleden. Sommigen doken er onder, anderen ontvluchtten Amsterdam, waar razzia's en schietpartijen plaats hadden gevonden, joodse bewoners waren gedeporteerd en verzetsmensen werden vervolgd. Deels bestond de groep uit leden van de Paroolgroep. Joop Odinot schreef voor Medisch Contact, wat op dat moment een verzetskrant was. Zo'n 35 personen hebben zich in die periode in wisselende samenstelling hier schuilgehouden. Daartoe behoorden ook de zus van Lies Odinot, haar echtgenoot en hun drie kinderen. Bij het avondeten zaten er doorgaans tussen de 12 en 18 mensen aan tafel. De karige maaltijden werden op inventieve wijze hoofdzakelijk bereid door Lies Odinot en haar twee dienstbodes. Samen met haar echtgenoot organiseerde ze ook concerten, lezingen, toneel- en voordrachtavonden aan huis. Hun huisapotheek werd door dit gezelschap ook gebruikt voor de bereiding van sterke drank.
Merkelbach was met zijn hele gezin bij het echtpaar ingetrokken. Hij heeft in die tijd ook een verbouwingsplan voor de woning ontworpen. Dat gezin bestond uit een dochter uit zijn eerste huwelijk, zijn vrouw Leni Mengelberg en de drie kinderen uit haar eerdere huwelijk met de Surinaams-Nederlandse Lichtveld: Noni, Cecilia en Peter. Historicus Richter Roegholt, hun klasgenoot van het Vossius Gymnasium, is hen vanaf 1944 meerdere keren komen opzoeken. Cecilia publiceerde in 2002 enkele dagboekfragmenten uit de laatste maanden van de oorlog in het boek Tussen doktershuis en Stropaleis. Het "stropaleis" in de titel was de bijnaam van de inmiddels afgebroken schuur achter het huis waar het met strobalen comfortabeler was gemaakt. Deze bood onderdak aan de dochters van Dekker, Mae en Noor, de echtgenoot van Noor, verzetsstrijder Jaap Penraat, en haar latere echtgenoot, graficus Jan Bons.
Voor de achtenveertigste verjaardag van Maurits Dekker maakte Bons in 1944 het boekje Zangen van Mald’rdoor; Occupathologica, waarin in beeld en woord gerefereerd wordt aan het onderduikersbestaan bij de Odinots. Fotograaf Carel Blazer, de latere echtgenoot van Mae Dekker, heeft net als zijn toekomstige schoonvader het gezelschap vastgelegd. Op deze foto's is ook Hanny Veldkamp te zien, toendertijd de logopediste van de Amsterdamse Toneelschool. Maurits Dekker schreef op de zolder van het doktershuis de Amsterdamse oorlogsroman Met de Laars op de nek. Daarin figureert "een klein dorp benoorden het IJ, niet ver van Amsterdam" dat duidelijk op Landsmeer is gebaseerd. In de roman wordt hoofdpersoon Tom Garf vanwege zijn afstamming als Jood aangemerkt, hoewel hij die identiteit zelf ambivalent beleefde. Dekker en zijn vrouw Mien zijn anderhalf jaar ondergedoken. Zij hebben beiden aan het verzet bijgedragen door extra voedselkaarten te bemachtigen, persoonsbewijzen te vervalsen en onderdak te vinden voor andere onderduikers.
Otto de Vaal, een van de eerste artsen die in Nederland genderbevestigende zorg verschaften aan transgender personen, heeft tijdens de oorlog dit kunstenaarsgezelschap leren kennen toen hij Joop Odinot moest vervangen. Via hen heeft hij toen naar eigen zeggen geleerd hoe je oplettend moet kijken.
Blijstra was een jaar ondergedoken. Na de oorlog droeg hij Een ogenblik eenzaam op aan het echtpaar Odinot. In dit korte verhaal wordt er een impressie gegeven van het gezelschap in het doktershuis. Zo is te lezen is hoe Willem Spruit (ps. Willem de Geus) en zijn vrouw Rie, Merkelbach en Karel Mengelberg het einde van de oorlog afwachten door te bridgen. Spruit had zich samen met zijn vrouw en twee zoons bij de groep gevoegd nadat hij in april 1944 werd vrijgelaten uit Kamp Haaren. Tijdens de Hongerwinter van 1944-1945 hebben tot wel 28 trekkers aangeschoven aan tafel. Het echtpaar Odinot heeft die winter ook twee ondervoede kinderen in huis genomen.
Schuhmacher is begin 1940 begonnen met het huren van de oude gereformeerde kerk van Landsmeer om die als atelier te kunnen gebruiken. Deze was toen al vervangen door de Hervormde Kerk van Landsmeer. Overdag kon je hem regelmatig op straat zien lopen op weg naar dit houten kerkje. Het gezin waarmee hij was ondergedoken bestond uit zijn Estlandse vrouw Melita, hun twee tienerzonen Simon en Max, haar twee dochters en hun echtgenoten. Als eerbetoon en ter gelegenheid van het 20-jarig huwelijks- en praktijkjubileum van de Odinots maakte Schuhmacher in maart 1945 het schilderij Dubbelportret. Kunsthandelaar Loek Brons vond het kameraadschappelijke en liefdevolle gebaar waarmee Lies haar beide handen op haar man Joop legt daaraan het meest opvallen. Hij noemt het een 'ode aan de gelijkwaardigheid van deze man en vrouw'. Voor deze gelegenheid componeerde Karel Mengelberg, de broer van Leni, zijn Parfait amour symfonie en droeg deze aan het echtpaar Odinot op. Mengelberg zat met zijn joodse vrouw Rahel Mengelberg-Dreber en hun zoon Misha ondergedoken. Iedereen in dit gezelschap heeft de oorlog overleefd.

### Na de oorlog en opvolgers (1945–1997)
Lies Odinot overleed onverwachts in 1948 op 48-jarige leeftijd. Het 25-jarig artsenjubileum van Joop Odinot werd in september 1949 groots gevierd. In 1956 maakte Schuhmacher ter gelegenheid van de zestigste verjaardag van Joop Odinot de tekening De Vrienden. Daarin zijn in verschillende houdingen en grootte de negen mannen in de vriendengroep te zien: Schuhmacher zelf, Blijstra, Dekker, Lichtveld, Mengelberg, Merkelbach, Odinot, Spruit en De Vaal.
Joop Odinot overleed in 1957 en werd daarna opgevolgd door G. L. van Iterson. Hij wordt omschreven als flamboyant. In 1965 haalde het pand de voorpagina van Trouw toen er op grote schaal medicijnen uit de praktijk werden gestolen. De politie vermoedde dat lokale jongeren de pillen gebruikten als munitie voor blaaspijpjes. In 1990 was Van Iterson getuige bij het tweede huwelijk van Anton Heyboer met zijn eerste vrouw.

### Restauratie en huidige functie (1997–heden)

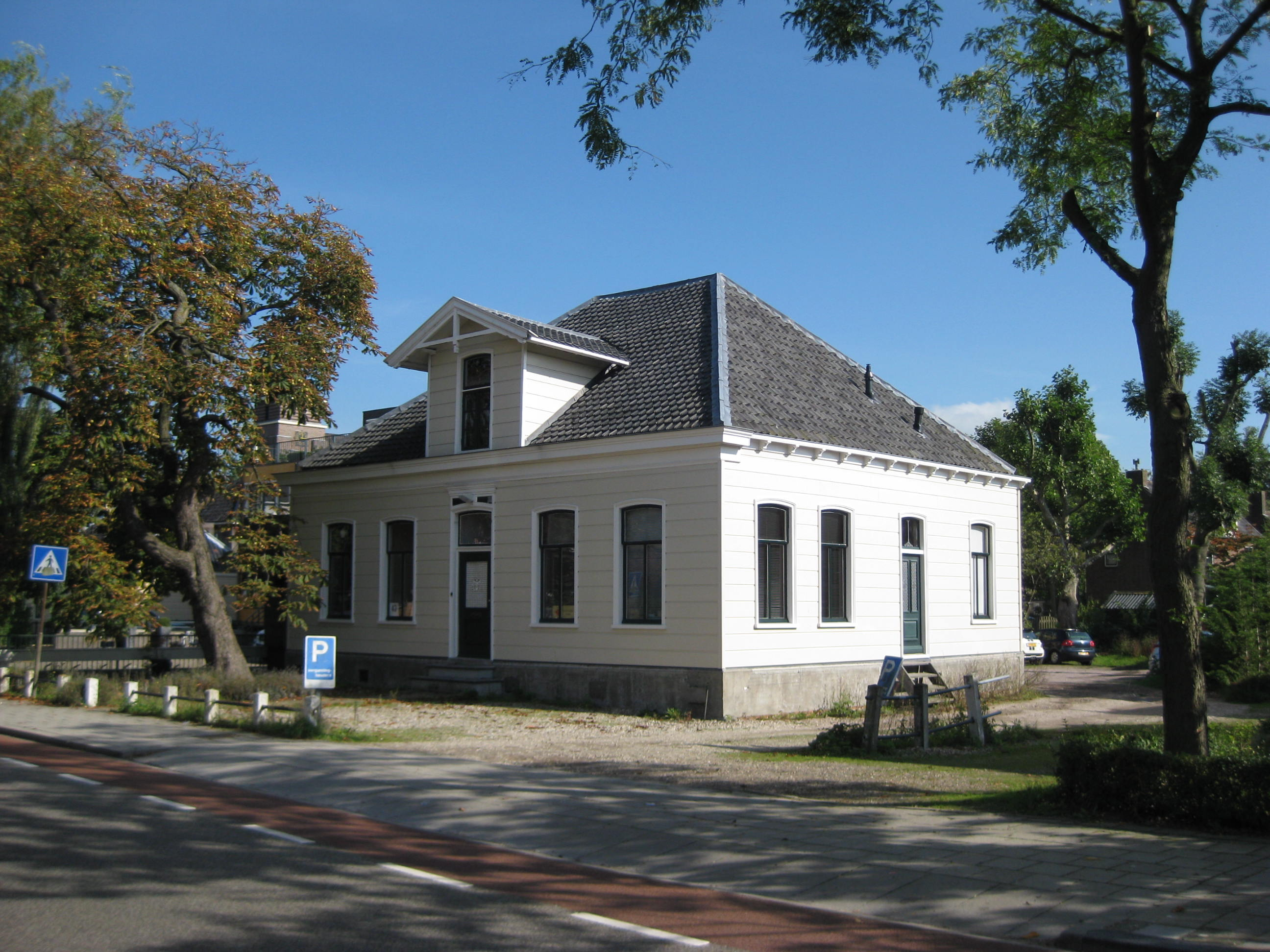
Het doktershuis voor de restauratie, 2010

In 1997 is het pand een rijksmonument geworden. Van 2013 tot 2014 is het gerestaureerd. Daarbij is de aanbouw gewijzigd, de oorspronkelijke balustrade op de daklijst aan de voorzijde teruggebracht en is er een nieuw vrijstaand bijgebouw gebouwd. Ook de schoorstenen zijn teruggebracht. In het voorjaar van 2022 was er funderingsherstel aan het pand.
Tegenwoordig is het een zeldzaam voorbeeld van een voornaam houten woonhuis in Waterland. Het is nog steeds in gebruik als huisartsenpraktijk.